# 認知戦
認知戦（にんちせん、英語: cognitive warfare）とは、人の脳といった認知領域を標的にした戦争の形態。認知領域における戦争（戦い）と表現されることもある。認知領域は陸、海、空、宇宙、サイバー空間に次ぐ「第6の戦場」として捉えられており、各国が攻防を研究している。

## 定義
認知戦について世界的に統一された定義があるわけではなく、心理戦や情報戦などと重複する点も多い。
NATOとジョンズ・ホプキンズ大学の研究者らが2020年に共同で発表した論文では、以下のように定義されている。
また、NATOはWebサイトで以下のような定義を示している。
中国は「勝利を収めるための世論、心理作戦、法的影響力の利用」と定義しているとNATOは分析している。
元陸上自衛隊の上田篤盛は「認知とは『何かを認識・理解する心の働き』であり、認知戦の本質は相手の心に影響を与え、支配すること」とした上で、この点において心理戦・心戦との違いはないとしている。しかし、情報通信技術が発達した環境の中で誕生した新たな戦いでもあり、「古くて新しい戦い」「心理戦および情報戦の進化版」であると評している。
ITジャーナリストの三上洋は「インターネットを使った『情報戦』というだけではなく、より深く人間の心理に影響を与える」「SNSやネット動画を使うことで、素早くかつ強い影響力で敵国の世論、文化的状況、経済的状況をコントロールしようという戦い」と定義し、情報戦との違いを位置づけている。

## 特性・特徴
認知戦の特性・特徴として以下のようなものが挙げられる。
人間を対象とする
従来の情報戦では、あくまで情報そのものを攻撃の対象としているため、通信施設に対する攻撃も行われる。また、サイバー戦では情報システムに対する攻撃が行われる。しかし、認知戦はそういった施設やシステムではなく、人間を対象とし、人間の心理や認知を操作して意思決定や行動を変化させるものである。
特定の思想に誘導するのではなく、対立・分断を図る
人間の思想を洗脳するのは容易ではないが、それぞれの人々が元から持っていた思想を先鋭化させることは容易である。例えば、右派思想を持つ人をより右に、左派思想を持つ人をより左に誘導することによって、社会の中で分断を生じさせ、対話が成り立たないようにする。
世論変容や分断のため、一般市民も対象とする
認知戦では、SNSなどを通じて一般市民が攻撃の対象となると指摘されている。その目的として、相手国における世論形成・対立意識の加速などが挙げられる。
様々な技術・手法を統合して実施する
サイバー、情報学、認知心理学、社会工学、人工知能（AI）といった様々な技術を統合して行われる。特にAIとの親和性が高く、偽情報の生成や発信に有事・平時を問わず用いられている。
有事（戦時）のみでなく、平時でも展開される
アメリカのような自由・民主主義の国家ではマスメディアやソーシャルメディアにおける言論の自由が保障されており、それが時には反政府的な行動を引き起こすこともある。権威主義国家は、これを西側社会の脆弱性であると捉え、社会の不安定化や特定の対象に対する影響力を平時から行使する。中国人民解放軍海軍の元中佐である姚誠は、認知戦に関して「戦争はすでに始まっている」と指摘する。
低コストかつ低リスクで攻撃が可能で、攻撃側に有利である
低コストで対象国の体制の脆弱化が図れる上に、攻撃に際するリスクがほとんどないという、攻撃側に有利な戦略的手段である。逆に、防御側にとってはその影響力から逃れる手段を見出しにくいという非対称性が指摘されている。
民主主義国家での対応が難しい
覇権主義国家では、偽情報や反体制の情報を遮断することが可能である。しかし、民主主義国家では言論の自由を阻害するため、遮断や摘発は困難である。

## 手法
前述したように、認知戦は対象とする国家の世論変化・分断に影響を及ぼす必要がある。そのため、以下のような手法がとられる。
フェイクニュースサイトの作成・運営
正当なニュースサイトであるように見せかけたWebサイトを作成し、フェイクニュースを流す。
ボットやAIによる自動化された投稿
ボット（bot）と呼ばれる自動化プログラムを用いてSNSへ大量に投稿を行い、情報を人為的に拡散することで世論に影響を与える。また、ChatGPTに代表される生成AIを用いることにより、多言語の情報を大量に生成する事例も確認されている。
インフルエンサーの買収
SNSにおいて影響力が大きいインフルエンサーを買収し、世論に変容を働きかける。また、フォロワー5000人以下の「ナノインフルエンサー」が活用される例も多い。

## 各国の姿勢および情勢

### ロシア連邦
小泉悠は「対米関係の悪化に伴い、特に2010年代から西側が認知戦を仕掛けているとの危機感が強まり、同じことを自国（ロシア）もできるようにと模索し始めた」と分析している。
2012年2月にプーチン大統領が、情報戦の効果を核兵器に匹敵するものだと認識していると発表したほか、2013年2月にはワレリー・ゲラシモフが情報戦は現代戦の主流であると認識を示した。さらに、2017年2月にはユーリー・バルエフスキーが情報戦で敵国の権力構造をすべて麻痺させることができると述べている。

### 中華人民共和国
伝統的に、中国人民解放軍は軍事作戦のみでなく、相手に心理的・認知的な混乱を生じさせて動揺させることや政治工作を重視する。近年の情報化戦争の遂行においては、情報における優位を獲得することが重視されているが、それと同時に情報の持つ心理的・認知的側面が注目されている。これは、情報において優位に立つことで、相手の心理や認知に対して影響を与え、相手の判断を自軍に有利になるように導くというものである。
このような背景の中、1999年には人民解放軍の大佐によって「超限戦」が発表され、2003年には政治工作条例において「三戦（三つの戦争）」が取り上げられた。また、2004年には「情報化条件下の局地戦争」という戦略方針を打ち出し、情報を中心とした軍事ドクトリンの検討が開始された。
中国では、こうした情報化戦争や三戦の延長として、認知領域における作戦が議論されている。解放軍報に掲載された論文では、認知領域における作戦は、抑制、形成（シェイプ）、コントロールという3つの層からなるとされている。
- 認知の抑制（中国語: 认知抑制） - 自軍の行動を隠蔽する、あるいは敵方の感知能力を弱めたり奪ったりすること
- 認知の形成（中国語: 认知塑造） - 十分に敵の思考習慣、作戦能力、作戦目標などを把握した前提の下で、虚偽の情報を流すことにより、自軍の予測に基づいて決定・行動させること
- 認知のコントロール（中国語: 认知控制） - 相手の決定メカニズムを変化させ、直接的に敵方作戦人員の思考や決定指揮系統を操作すること

中国人民解放軍国防科技大学の曾華鋒と石海明らは、上述したような認知領域におけるコントロールを実現し、優位にある状態のことを制脳権と呼称した（その後、智能化戦争における智能化領域を支配する「制智権」という言葉も用いられるようになった）。
また、公安組織などが民間企業と連携し、TwitterなどのSNSの世論操作を行うツールを開発・運用していることが流出した文書から明らかになっている。
人民解放軍は、Y-8XZやY-9XZなど、有事の際に敵国のテレビやラジオをジャックして市民に宣伝放送を流す「心理戦機」と呼ばれる航空機を保有している。

### アメリカ合衆国
防御に関しては、国務省傘下のグローバル・エンゲージメント・センター（GEC）が関係省庁と連携して偽情報対策を総括している。また、国防省においても軍の行動や意思決定に影響が及ばないように偽情報・プロパガンダ対策が推進されているほか、機密情報を公開することで相手の偽情報拡散を弱体化する戦略を採っている。
他方、アメリカ合衆国が情報戦・認知戦を仕掛けた例も報道されている。2019年後半、中露イランのデジタル影響工作が拡大する状況に対抗するため、アメリカ軍がデジタル影響工作を実施できる法令が制定された。これを受け、アメリカ軍は中東と中央アジアで親欧米のナラティブを拡大する情報工作を試みたが、その内容は杜撰なものであった。Meta社やTwitter社はこの動向を検知しており、2020年には国防総省に対して「我が社が発見できるということは、敵も発見できるはずだ」と懸念を伝えているとされる。なお、この工作では多くの部分を民間企業に委託していたと指摘されている。
また、トランプ政権時代の2020年頃、中国政府が「新型コロナウイルスの発信源はアメリカ合衆国である」という主張をSNSで展開したことを受け、アメリカは報復措置を決定した。米中の間で揺れていたフィリピンの世論に影響を与えるため、フィリピン人を装ったアカウントを作成し、中国のワクチンを貶める情報を発信した。この情報工作はバイデン政権になってから中止された。前述の影響工作と併せて、欧米のメディアから「中国やロシアが行っているプロバガンダや偽情報発信と同様の活動」であり「偽情報対策で主導的な役割を担うはずのアメリカの信頼性を自ら損なっている」と批判を受けた。
デジタル影響工作はFacebookなど、アメリカのビッグ・テックによるプラットフォーム上で展開されることもあり、このような企業の影響力は大きい。しかし、ビッグ・テックはビジネス上の利益のためグローバルサウスや反アメリカ的な主張を支援することも多く、アメリカの味方という訳ではないと一田和樹は指摘している。

### 日本
2022年の防衛白書で初めて「認知戦」の用語が登場し、同年末の安全保障関連3文書の改訂で対策強化を打ち出した。しかし、2024年時点で、日本は認知戦への対応が出遅れていると東京新聞は指摘している。
また、日本国際問題研究所研究員の桒原響子は2021年時点で、権威主義国家による世論操作のような悪意ある影響力に対して日本でも関心が向けられるようになったものの、具体的な対応は十分とはいえないと批判している。加えて、日本が外交において「対外発信」という際は伝統文化やポップカルチャーといったソフトパワーを中心とした情報発信などに終始しており、安全保障の要素が欠落し、現実の国際情勢に対応できていないとも述べている。
前述の安全保障関連3文書の改訂により、陸上自衛隊には認知戦に対処する専門部隊が新設される方向で調整が進んでいる。日本に対して仕掛けられた認知戦に対処するため、情報収集や分析、正しい情報の発信などを担う予定で、2027年（令和9年）までに編成される予定となっている。
政府は英語での情報拡散に神経を尖らせていると報じられている。これは英語で偽情報や日本を貶める情報が拡散すると、国益を損ねる「デジタルタトゥー」となり、既成事実化して世界規模で流布される可能性があるためである。

### 大韓民国
北朝鮮からの認知戦を警戒し、2024年の米韓合同軍事演習「フリーダムシールド」では、北朝鮮が偽ニュースを用いたグレーゾーン戦術を展開することを想定した演習が行われた。
また、ロシアとの緊密化を進める北朝鮮が、自国の兵士をウクライナへ派遣した際、韓国軍はこの情報を拡声器放送で北朝鮮側の兵士に伝達した。北朝鮮側は自国内に派兵を告知しておらず、拡声器によるこの作戦は北朝鮮の住民や将兵に対して心理的動揺を招く効果を狙う、韓国側による認知戦の一環であるとされる。

## 事例

### アメリカ合衆国大統領選挙におけるロシアの干渉（2016年）
2016年に実施されたアメリカ合衆国大統領選挙において、ロシアはSNSを用いた認知戦を展開した。ロシアはドナルド・トランプを当選させるために民主党を中傷するだけでなく、人種差別や移民問題、銃を持つ権利、同性愛といったアメリカ社会で議論が分かれるテーマについてFacebookなどに政治広告を出稿したことが確認されている。こうしたテーマにおいて、双方の対立候補を批判・中傷する広告が表示され、結果的にはロシアの思惑通りに保守派とリベラル派の対立が激化した。
この対立・分断は選挙のみでなく、その後の米国社会にも影響を及ぼした。2021年には前年の大統領選挙でジョー・バイデンに敗北したトランプの支持者が議会を襲撃したほか、バイデンが不正選挙で当選したという陰謀論を信じる国民が増加したほか、議会では共和党と民主党の対話が成立せず、ウクライナへの軍事支援を盛り込んだ緊急の予算案が成立しないといった事態に陥ったと評されている。

### ロシアによるクリミア併合（2014年）・ウクライナ侵攻（2022年～）
2014年に発生したロシアのクリミア侵攻において、ロシア側は偽装工作や情報操作を展開してクリミア半島をほぼ無血で強制編入した。
2022年2月に発生したロシアによるウクライナ侵攻では、認知戦の攻防がさらに激化した。クリミアでの教訓を受け、ウクライナでは偽情報に対するリテラシーが高まり、国民はSNSの情報に疑いの目を向けるようになったほか、政府が積極的に情報発信を行うようになったと指摘されている。
侵攻直後、ロシアメディアは「ウクライナのウォロディミル・ゼレンスキー大統領がキーウ（キエフ）から逃亡した」という偽情報を流布した。ゼレンスキーはこれに対抗してキーウで政権幹部と撮影した自撮り動画を投稿し、自身がキーウに留まっており、防衛の意思があることを示した。また、3月にはゼレンスキー大統領がウクライナ国民に対して降伏を呼びかける偽動画（ディープフェイク）が拡散し、MetaなどのSNS運営企業が削除した。
その後も偽情報の流布は継続した。2023年秋にはヴァレリー・ザルジニー総司令官（当時）がクーデターを呼びかけるディープフェイク動画がSNSに投稿された。ウクライナ政府の偽情報防止センターは、ロシア側がX（Twitter）やTelegramで拡散し、「国民にパニックをまき散らし、政府と軍を分裂させようとしている」と分析している。なお、当時はゼレンスキーとザルジニーの確執が報道されており、そのタイミングを狙って行われたものだという指摘がある。
また、侵攻中にロシアが行ったとされるブチャの虐殺についても、ロシア側はこれを否定する情報戦をSNSで展開した。2022年3月には欧米メディアによる報道や、SNS上でロシアを非難する記事などを否定する記事を掲載したWebサイトが出現した。サイト出現直後にはロシア外務省や世界各地のロシア大使館・総領事館がこれを拡散した、2ヶ月のうちに1500万人を超えるフォロワーに拡散した。
イギリスにあるシンクタンクのDossierによると、ロシア政府は国営メディアに向けてマニュアルを配布し、「ウクライナで、アメリカと同盟国が核や生物兵器を開発してきたと、主張し続けることが重要」といった指示が記載されていた。
認知戦の自動化も行われている。2022年3月2日にはTwitterで「#IStandWithRussia（ロシアを支持します）」といったハッシュタグが突然拡散してTwitterトレンドになったが、これは自動化されたボットアカウント約1100個によるものであった。中には盗まれたIDで作成されているものもあった。なお、この日は第11回国際連合緊急特別総会にてロシア非難決議の採決が行われた日であり、イギリスの調査機関キャスムは、ロシアが国際世論に影響を与えようとしたものだと分析している。ほかにも、AIを用いて、親ロシア的なニュースを広めるアカウントの作成・投稿を自動化した情報工作が実施されている。これは国営メディア「ロシア・トゥデイ」の副編集長が考案した作戦であるとアメリカ司法省は指摘している。
ロシアは、日本語圏のX（旧Twitter）において、反米・反西側的な言説や陰謀論を広める活動を展開しているとされる。その中核には、英語やロシア語の情報を日本語に翻訳して再配信するアカウント群が存在し、反ワクチン、月面着陸否定、歴史改変などを含む多様なテーマが取り上げられる。2022年のウクライナ侵攻以降、一部の日本人政治家や著名インフルエンサーがロシア寄りの発言を行い、これが既存の親ロシア派ネットワークと接続され、情報の拡散力を高めたとされる。ネットワーク分析では、「翻訳者グループ」と呼ばれるアカウント群や、陰謀論系インフルエンサー、そして親ロシア論調を持つ議員の発信が相互にリツイートされる構造が確認されている。また、北方領土問題や沖縄の在日米軍基地問題に関するポストが頻繁に取り上げられ、地域的な不満や歴史認識の相違を利用した情報操作が行われていると指摘されている。

### 中華人民共和国による台湾に対する認知戦
中華人民共和国は台湾問題に関して、統一を図るために認知戦を継続的に展開している。中国人民解放軍は「三戦（世論戦・心理戦・法律戦）」を展開するための専門の基地・部隊（311基地）を運用し、民間メディアを装った情報発信などを行っている。
中華民国総統選挙においては、偽情報を用いて、中国にとって不都合な候補者を貶める情報の拡散が行われた。2023年の台湾の世論調査においては、「過去1年間に偽情報に接したことがある」との回答が83%割超に達した。
台湾世論には中国に対する一定の「免疫」があるため、台湾の世論を親中に変えることは難しいとされる。そこで、台湾におけるアメリカの信頼を低下させ、米台を離間させる「疑米論」が使われるようになり、選挙期間以外でも定常的に実施されている。例えば共産党系メディアは「有事が起きてもアメリカ軍は助けに来ない」といったことを盛んに伝えている。
社会問題を用いて分断を図る動向も見られる。例えば、台湾においてインドからの労働者受け入れが議論になった際、「インドから労働者を受け入れれば、台湾が性暴力の島になる」という誤認を含む記事が拡散した。この記事には台湾では使われない単語が多く使われていたほか、コメントには「中国と協力した方がよい」という意見も含まれていた。記事の投稿から2日後には多数のボットアカウントにより、X上で記事に同調するような投稿が急増した。これらの状況を踏まえ、台湾のダブルシンクラボは中国による情報操作である疑いが高いと分析している。。
国連などにおける対外的な発信も行っている。例えば、1999年の台湾大地震や2024年の花蓮地震においては、「中国の台湾地域で起きた地震」と表現した上で国際社会に対して謝意を述べるなど、一つの中国原則というナラティブをアピールしている。
中国当局がインフルエンサーを買収する事例も報告されている。2024年12月には、台湾のラッパー陳柏源が、買収の手口を暴露する内容のドキュメンタリー映像をYouTubeに公開し、議論を呼んでいる。

#### インド移民反対デモを誘発する認知戦
台湾では、2023年12月、Dcard上で「台湾将引入10万印度勞工」との虚偽情報が拡散され、若年層を中心に抗議集会が行われた。この投稿は、受け手に労働者受入れと性暴力事件の増加を関連付けさせる内容であり、社会的不安を煽ったとされる。台灣民主實驗室（Double Think Lab）の分析によると、投稿は台灣以外の言語表現を含み、中国からの認知戦の可能性が指摘された。
さらに、2024年2月に流出した上海の民間企業「安洵信息技術公司（iSoon）」の内部文書から、中国の公安・軍事機関が、米国ソフトウェアの脆弱性を利用して外国政府や企業へのサイバー攻撃を行っていることが判明した。台湾からは個人情報や道路・建物の三次元データなどが不正取得されており、政治大學のサーバーも攻撃を受けた可能性がある。

### 中華人民共和国による日本に対する認知戦
中国は、日本語圏向けに観光や文化を紹介するコンテンツを発信する一方で、新疆ウイグル自治区の人権問題否定、台湾情勢、沖縄問題などに関し、中国政府の立場を支持する言説を拡散している。X上のネットワーク分析では、大阪の中国総領事である薛剣を中心としたコミュニティが確認され、そこには中国系コンテンツファームや親中派インフルエンサーが含まれる。これらのアカウントは文化・経済情報と政治的メッセージを組み合わせて発信し、日本国内の利用者との接点を拡大している。2023年の福島第一原発ALPS処理水放出の際には、中国政府系メディアや「スパムフラージュ」と呼ばれる大量投稿アカウント群が、処理水の危険性を強調するポストを集中的に行い、日本批判や不買運動、さらには日本人への嫌がらせの呼びかけに発展した。また、能登半島地震の発生時には、中国軍の災害対応を称賛し、日本政府の対応を批判するポストが拡散され、橋渡し役となるインフルエンサーが複数のコミュニティ間で情報を共有していたことが確認されている。

#### 福島第一原子力発電所のALPS処理水
福島第一原子力発電所から発生したALPS処理水の排水に関して、中国が認知戦を展開していたと指摘する声がある。その理由として、元航空自衛隊で福島県議会議員の渡辺康平は「中国漁船が処理水放出開始後も福島や北海道沖の北太平洋でサバなどの漁を続けており、同じ海域で漁をする日本漁船の『日本産』を禁輸しつつ、『中国産｣は国内で流通させるという矛盾した状況を生んでいる」ことを挙げている。また、「処理水が海に広がる様子」という印象を与えるフェイク投稿が拡散したが、元投稿は中国の情報工作に関する流出文書に記載されていたXアカウントから行われており、拡散にも大量のボットアカウントが使われていたことも判明している。

#### 琉球独立運動
2023年頃以降、琉球独立運動に関する中国語の投稿が増加している。これらは日本を対象としたゆさぶりや分断工作、あるいは中国国内の世論操作である可能性が指摘される一方、台湾併合を目指した活動の一環ではないかと分析されることも多いと一田和樹は述べている。
また、フェイクニュースも確認されている。中国系のPR会社が発信したWebサイトでは、琉球独立運動論者である松島泰勝の名前を利用し、本人が述べていない内容や過激な言い回しを捏造し、対立を煽る記事が掲載されていた。

#### 日本人のデモ嫌いを利用した香港デモでの認知戦
日本では、2019年-2020年香港民主化デモに関する親中ナラティブ（中国政府に好意的なストーリー）が、イデオロギー的左派・右派を超えて広く受容され、拡散されていることが明らかになった。特に右派は、香港デモを国内の左派デモ（例：SEALDs）と関連付けて否定的に理解する傾向があり、このことが親中ナラティブの受容を促す要因となっている。また、日本人の「デモ嫌い」は、海外の民主化運動を権威主義的な視点で解釈させる脆弱性を生むことも示された。
オンライン実験では、日本人の成人を対象に「デモ嫌い」の程度を測定した上で、親中ナラティブ（「香港デモはCIAに扇動された暴動」）と主流ナラティブ（「香港デモは自由と民主を求める社会運動」）の提示を行った。その結果、デモ嫌いが強い群では親中ナラティブの受容が顕著で、主流ナラティブの影響はほとんど見られなかった。一方、デモ嫌いが弱い群では、主流ナラティブも受容される傾向が確認された。
このことは、日本特有の「デモ嫌い」が、権威主義国によるプロパガンダに対する脆弱性となり、民主化運動の理解を歪め、権威主義的なナラティブの拡散を助けてしまう可能性を示唆している。また、権威主義国の参加型プロパガンダは、必ずしも世論を分断するのではなく、イデオロギーを超えて受容されるケースがあることも示された。

## 対策
情報の積極的な開示
ロシアの認知戦に対抗するため、アメリカは機密情報を意図的に開示し、敵対勢力が流す偽情報の威力を弱める手法を取っている。2022年ロシアのウクライナ侵攻においては、2014年のクリミア併合時の反省を活かし、従来であれば機密情報として伏せられていた段階の情報も積極的に公表した。例えば、侵攻前の時点で「攻撃はウクライナ全土へのミサイル発射や空爆で始まる」といった具体的な情報を発表している。ロシアは直前まで否定していたものの、実際には事前情報通りに侵攻を開始し、ロシア発の情報が疑わしいことを世界に印象づける結果となった。
ファクトチェック体制の整備
アメリカやヨーロッパ諸国では、偽情報の拡散に対応するためのファクトチェック体制の整備が進行している。台湾では、市民によるファクトチェックが実施されている。ただし、アメリカでの議会襲撃事件を踏まえ、「偽情報や海外からの干渉を暴くことはできても社会にもたらす悪影響は低減できない」といった批判がある。また、偽情報を作ることはファクトチェックを行うことに比べて遙かに短時間で簡単であり、偽情報や情報戦の規模に追いつけないとの指摘もある。
国内における不公正な状態の是正
認知戦を仕掛ける国家は、敵国内における不公正な状態に着目し、公正さに疑問を抱かせるような情報を流布する。小泉悠は、防御のためには「陰謀論にお墨付きを与えるようなことをやらないことが大事だ」と述べ、例えば政治とカネの問題、沖縄の基地負担といった問題について日本政府が襟を正す必要があると指摘している
メディア・リテラシーの向上
認知戦への対抗策として、多くの専門家がメディア・リテラシーの教育の重要性を訴えている。しかし、規模は大きくならないほか、多くの情報源を探す過程で陰謀論などに遭遇する確率が増加するといった理由で効果に疑問を持つ声もある。
同様の手段による対抗
アメリカのように、同等の手法で対抗措置を行う例もある。このような手段を実施することに対する批判は強い一方で、国防高等研究計画局（DARPA）のランド・ウォルツマンのように「『認知戦』には『認知戦』で対抗するしかない」「重要なのは、脳の働き方を理解し、それに基づいて働きかけること」と述べる専門家も存在する。